# Andrés Zubov
Andrés Zubov (Kufstein, Tirol, Austria; 26 de agosto de 1946 - Buenos Aires, Argentina; 13 de febrero de 1981) fue un famoso empresario, iluminador, traductor, vestuarista, adaptador y director teatral argentino. Fue uno de los escenógrafos decanos de Argentina.

## Carrera
Iniciado en los albores del teatro argentino, Zubov tuvo una destacada labor en su país en los escenarios argentinos. Fue junto a Saulo Benavente, con quien tuvo el lujo de trabajar, uno de los escenógrafos más recurridos en la décadas de 1960 y 1970.
En 1968 junto con Jorge Hacker trabajó en el Nuevo Teatro en el espectáculo La promesa, de Alexei Arbúzov, donde compartieron el rol de traductores. También trabajó junto con Hacker en la obra El otro Judas del mismo año, bajo la dirección de Alejandro Doria.
En 1971 fue el iluminador en la obra Gabino, el mayoral, de Enrique García Velloso, con una compañía formada por María Antonieta Morey, Julia Blanco, Alberto Bonez, Virginia Caballero, Berta Castelar, Martín Coria, Mario de Cabo, Alfonso De Grazia, Omar Delli Quadri, Horacio Diana, Nestor Ducó, María Estela Lorca, Marta Ferrer, Bruno Gabino, Pascual Pellicciotta, entre otros. En ese año fue el iluminador de la obra Madre Coraje  con un elenco entre los que encontraban Cristina Alberó, Raúl Iglesias, Rubén Tobías y Neri Giacometti, con escenografía y vestuario de Carlos Cytrynowski
En 1972 puso escenografía a la pieza en dos actos de Beatriz Mosquera llamada Que clase de lucha es la lucha de clases, donde actuaron figuras como Adrián Ghio, Cecilia Corica e Ignacio Alonso, y la dirección de Raúl Serrano.
En 1975 fue el autor del libro Meyerhold, profeta del teatro del futuro.
Durante 1978 y 1979 trabajó en la adaptación  dirección  de la obra El pájaro azul de Maurice Maeterlinck, de la que también aporto su vestuario, escenografía y puesta en escena. Dicha obra fue llevada a cabo con un elenco conformado por Sara Acher, Germán Agosti, Norma Angeleri, Senén Arancibia, Floria Bloise, Nany Fornis, Celina Fuks, Eduardo Grosso, Zuni Lemos, Susana Machini, Manuel Marcote, Hernán Martinez, Graciela Ocampo, Ana Padilla y Beatriz Rosenfeld.

## Fallecimiento
Andrés Zubov falleció en un trágico accidente automovilístico. A los 34 años viernes 13 de febrero de 1981.